# Super 3
Super 3 è stata un'emittente televisiva di Roma; la sua prima sede si trovava in via Damiano Chiesa, 8, in zona Balduina, vicino all'omonima stazione. Ha assunto l'ultima denominazione nel 1995.

## Storia
L'emittente nacque nel 1977 con il nome di Tele Roma Europa, il cui acronimo T.R.E. mirava ad indicarla come terzo canale in un momento in cui la Rai aveva ancora solo due reti.
Nel 1974 partecipò con successo al festival delle TV locali organizzato da TV Sorrisi e Canzoni allora diretto da Gigi Vesigna, ma nonostante un discreto successo nella capitale, dal punto di vista commerciale i fondatori non ottennero i risultati sperati e vendettero l'emittente a Filippo Rebecchini. All'inizio del 1979, cominciarono su T.R.E. programmi come Playboy di mezzanotte, Portami tante rose, Auto Italiana, Dica 34 di produzione Rizzoli e distribuiti dalla GRT e successivamente (sempre tramite quest'ultima) cartoni, film e telefilm anche dal circuito TV Port.
È stata la prima emittente a Roma ad aderire al circuito Odeon dal 1987 al 1991. Ripresa la propria vita autonoma, per far fronte alla concorrenza, la rete scelse di puntare sulla messa in onda dei cartoni animati in un orario inusuale per l'epoca, preferendo la fascia preserale a quella più tradizionale del primo pomeriggio.
Successivamente l'emittente decise di lanciare un concorso nel quale invitava i telespettatori a scrivere idee per uno slogan che avrebbe adottato come suo. Ad annunciarlo in video fu Sonia Ceriola che già lavorava per la stessa emittente come segretaria oltre che ad aver fatto da speaker per degli spot. Nasce così lo slogan, che recitava "T.(ti) R.(erre) E. la TV per tutti e tre". Durante lo stesso concorso arrivarono, però, moltissime lettere di bambini e non si sapeva come reagire, ma poi venne l'idea di trasmettere una rubrica della posta; così, dopo circa un anno, nel marzo 1993, venne inaugurata La Posta di Sonia condotta da Sonia Ceriola.
Successivamente andò in onda anche L'angolo delle chiacchiere nel quale Sonia Ceriola intervistava i bambini che chiedevano di partecipare alla trasmissione e che lei stessa invitava, chiamandoli a casa.
Dopo un paio d'anni, ad affiancare Sonia nella conduzione dell'angolo della posta arrivò Birillo, un robot creato in Francia da Marc Reynaud.
Dal 1998 al 2000 aderì a Italia News Network per l'offerta del digitale satellitare di Telepiù. Dal 1º settembre 2001, Super 3 entra a fare parte del circuito Fox Kids poi K-2.
Nel 2005 è stata la prima TV locale d'Italia a sperimentare il digitale terrestre. Dal 2007 al 2008 aderì alla TV della Libertà. Nel novembre 2009, in occasione dello switch-over in Lazio, le venne consegnata la posizione numero 10, riservata alla prima emittente locale di ogni regione. L'editore era Filippo Rebecchini, figlio dell'ex sindaco di Roma Salvatore Rebecchini, a cui è stata dedicata la via dove si era trasferita negli ultimi anni l'emittente, a Parco de' Medici.

### Crisi dell'emittente
Alla fine del 2010 iniziò una rapida crisi economica. Dopo avere già perso posizioni nell'Alto Lazio con la perdita dell'impianto di Monte Amiata ed avere conosciuto una crisi aziendale con il taglio di vari giornalisti e diversi tecnici cassintegrati, la frequenza UHF 42 venne soppressa e Super 3 rimase solo sull'UHF 29, spenta nel marzo 2013 dopo che la rete venne retrocessa nelle graduatorie DTT del Lazio. Il 15 aprile Super 3 riprese le trasmissioni sul mux di Telepace all'UHF 27 sempre con la numerazione LCN 10, trasformando l'identificativo da Super 3 a SUPER 3. Il 1º luglio le trasmissioni vennero concluse e l'emittente si trasformò in Super 3 Production, società di produzioni televisive per conto di terzi. Il 2 agosto avvenne un cambio di numerazione per Super 3, che dalla posizione 10 passò alla LCN 118, sempre con lo schermo nero. Il 5 settembre Super 3 venne di nuovo spostato alla LCN 188, dove prima era sintonizzabile Canale 21, il quale si trasferì alla vecchia posizione 10 di Super 3. Il 31 ottobre 2014 il segnale a schermo nero di Super 3 venne definitivamente eliminato.
La riapertura
Dieci anni dopo la chiusura, il marchio T.R.E., corrispondente alla denominazione dell'emittente fino al 1995, è stato riutilizzato dall'editore di Tele Radio Leo di Orte (provincia di Viterbo) per una nuova rete televisiva che ha iniziato le trasmissioni entro il 24 giugno 2024. La nuova T.R.E. è trasmessa in digitale terrestre con LCN 76 (e in codifica video H.265) sul secondo multiplex assegnato in Umbria all'operatore TRL Media, visibile nella provincia di Terni (e per sconfinamento in provincia di Viterbo). T.R.E. è affiliata ai circuiti PORT TV (dedicato a informazioni e notizie sul sistema portuale italiano) e Supersix, mentre in altre occasioni ripete un'altra emittente dello stesso editore, RTE ONE.

## Loghi

1977 - 1980
1980 - 1987
1987 - 1995
1995 - 2006
2006 - 2013

- dal 1977 fino al 1987 in alto a sinistra dello schermo c'era la sigla T.R.E.
- Negl'anni in cui l'emittente trasmetteva Odeon TV, il logo era in basso a sinistra seguito dalla sigla TRE
- nel 1995, in occasione del cambio di denominazione, erano presenti in sovraimpressione sia il marchio T.R.E. (in basso a sinistra) che quello di Super 3 (in basso a destra).
- dal 2006 la nuova forma del logo era trasparente.
- dal 2008 il colore interno del 3 diventa più scuro rispetto al bordo che rimane chiaro.

### Volti della rete
- Sonia Ceriola
- Valentina Bendicenti
- Eolo Capacci
- Francesco De Capitani
- Delia Mauro
- Sara Lucernoni
- Fabrizio Piacente
- Paola Proietti
- Djamila Bora
- Birillo (Marc Reynaud)

### Slogan
- T.R.E., TiVù che piace di più. (anni 1980)
- T(ti).R(erre).E., La TV per tutti e tre. (1992 - 1995)
- Guarda T.R.E. e Scopri... Super 3. (in occasione del cambio di denominazione - 1995)
- Super 3, La TV amica di famiglia / L'amica di famiglia. (1996 - 2013)
- La tua TV, ti aspetta sul 10 (in occasione del DTT - 2009)

## Digitale terrestre
Sul digitale terrestre Super 3 era detentrice delle frequenze 29 e 42 UHF; la prima è stata spenta il 4 aprile 2013 (tranne che nell'area di Viterbo, che ora è passata a Telepace) e ora vi trasmette Teleroma 56; la seconda è stata dismessa nell'autunno 2012. Fino al 1º luglio 2013 ha trasmesso dal canale UHF 27, sul mux di Telepace.
All'interno del multiplex erano trasmessi anche un canale interamente dedicato al cinema (Super 3 Cinema), uno allo shopping (Super 3 Shopping) ed uno alla compravendita immobiliare (Super 3 House); inoltre, tra i contenuti erano presenti anche l'emittente sportiva Nuvolari ed Acqua.

## Programmi

### Palinsesto generale
Il palinsesto alternava programmi di tutti i tipi: economia, politica, sport, attualità e programmi per ragazzi (tra i più famosi ricordiamo La posta di Sonia e L'angolo delle chiacchiere condotti da Sonia Ceriola e il robot Birillo).
L'emittente aderiva dal 2004 al circuito K-2 (in seguito nel 2008, (data possibile ma non confermata), K-2 diventerà un canale di nazionalita' italiana disponibile sul digitale terrestre prima al canale 25 poi al canale 41, anche a pagamento su Sky prima al canale 632 poi al 626).
Il canale è stato inoltre molto amato tra gli appassionati di anime, poiché la sua trasmissione è arricchita con svariati anime vecchi e nuovi, tra i quali Ranma ½, Ransie la strega, Yattaman, Calendar Men, Doraemon, Carletto il principe dei mostri e tanti altri, tutti non censurati. Proprio per questa sua fama Super 3 creò un programma di nome Maniaks riguardante anime e manga andato in onda fino al 2005.

## Palinsesto

### Informazione e attualità
- Radar (anni 70-80)
- Super3 Giornale
- Super3 Giornale Cultura
- Monitor
- Eventi locali religiosi
- Funny Moon
- Today we eat sicilian
- TG Area
- Scientificamente
- Medicina News
- 65 per Ricominciare
- TV Jam

### Serie Animate[6][7]
- A Casa di Gloria
- A Tutto Gas
- Albertone
- Alice nel Paese delle Meraviglie
- Alpen Rose
- Angie Girl
- Arbegas
- Argai
- Atlas Ufo Robot
- Aqualuna
- Astro Robot contatto Ypsilon
- Baldios
- Belfy e Lillibit
- Bia la Sfida della Magia
- Blue Noah
- BraveStarr
- Bryger
- Bun Bun
- Calendar Men
- Candy Candy
- Capitan Futuro
- Capitan Gorilla
- Capitan Jet
- Cari Amici Animali
- Casper & Friends
- Chappy la Maga
- Chip & Charly
- Chobin, il Principe Stellare
- City Hunter
- Coccinella
- Combattler V
- Conan il Ragazzo del Futuro
- Conch Bay
- Cyberchase
- Cybernella
- Cyborg 009
- Daikengo
- Daitarn III
- Daltanious
- Denny
- Doraemon
- Dotakon
- Drago Volante
- Dream Team
- Due Draghi per una Cintura Nera
- Duel Masters
- Evolution
- Falco, il superbolide
- Fantaman
- Fantazoo
- Gakeen - Magnetico Robot
- Gaiking il Robot Guerriero
- Galaxy Express 999
- Gatchaman - La battaglia dei pianeti
- General Daimos
- Getta Robot[8]
- Gigi la Trottola
- Ginguiser
- Gli Gnomi delle Montagne
- God Mars
- God Sigma
- Godam
- Gotriniton
- Grand Prix e il Campionissimo
- Guru Guru il Girotondo della Magia
- He-Man e i Dominatori dell'Universo
- Hello Sandybell
- Hurricane Polimar
- I Bon Bon Magici di Lilly
- I Cieli di Escaflowne
- I Fantastici Viaggi di Fiorellino
- I Predatori del Tempo
- I Superamici
- Ikkyusan il piccolo bonzo[8]
- Il Dr. Slump e Arale
- Il Fantastico Mondo di Paul
- Il Fichissimo del Baseball
- Il Grande Mazinger[8]
- Il Teatrino delle Fiabe di Hello Kitty
- Io sono Teppei
- Inuyasha
- Ippotommaso
- Judo Boy
- Kassai & Luk
- Kum Kum
- Kyashan
- L'Allegro Mondo di Talpilandia
- L'Ape Maia
- L'Invincibile Robot Trider G7
- L'Invicibile Zambot 3
- L'Uomo Tigre
- La Banda dei Ranocchi
- La Leggenda di Hilary
- La Piccola Lulù
- La Principessa Zaffiro
- La Spada di King Arthur
- Lamù
- Largo a Noddy
- Laserion
- Le avventure di Huckleberry Finn
- Le Nuove Avventure di Pinocchio
- Le Situazioni di Lui & Lei
- Lilli un Guaio Tira l'Altro
- Lo Strano Mondo di Minù
- Lo Stregone Orphen
- Love Hina
- Mademoiselle Anne
- Magica Pretty Sammy
- Magico Dan, super campione
- Mago Pancione
- Maison Ikkoku - Cara Dolce Kyoko
- Microsuperman
- Mimì e le Ragazze della Pallavolo
- Mobile Battleship Nadesico
- Moomin
- Mr. Baseball
- Mummies Alive: 4 Mummie in Metropolitana
- Muteking
- Nino, il mio Amico Ninja
- Ocean Girl
- Orsetti del Cuore
- Pat Labor
- Pat, la Ragazza del Baseball
- Platinumhugen Ordian
- Ranma ½
- Ransie la Strega
- Renada
- Robotech
- Ryu, il Ragazzo delle Caverne
- Sally la Maga
- Sam il Ragazzo del West
- Sasuke il Piccolo Ninja
- Sharky & George
- She-Ra, la Principessa del Potere
- Sherlock Holmes - Indagini dal Futuro
- Shin Tencho Muyo!
- Sorriso d'Argento
- Spheriks
- St. Luminous Mission High School
- Starblazers
- Star Street
- Stilly e lo Specchio Magico
- Stone Age - The Legendary Pet
- Sugarbunnies
- SuperDoll Rika-chan
- Supergals!
- Superkid
- Tamagon Risolve Tutto
- Tekkaman
- Temple e Tam Tam
- Terrestrial Defence Corp. Dai-Guard
- The Country Mouse & the City Mouse Adventures
- The Monkey
- Ti Voglio Bene Denver
- Toc & Vicky
- Tom Story
- Tombik & B.B. Show
- Toriton
- Toy Toons (Mondo TV)
- Tommy la stella dei Giants
- Transformers: Energon
- UFO Diapolon - Guerriero Spaziale
- Ugo il Re del Judo
- Un Uragano di Gol - Hurricanes
- Vino di Zucca (Sun College)
- Yattaman

### Sport
- Roma Club
- Lupi nella notte
- Il Giuoco del calcio

### Telefilm e Telenovele
- Blue Hellers
- Andromeda
- Street Legal
- T. and T.
- Marilena
- Taina
- La Famiglia Addams

### Bambini e Ragazzi
- La Posta di Sonia
- L'angolo delle chiacchiere - spin-off de 'La Posta di Sonia'.
- Brrr...ivido - game show condotto da Sonia (anni 90)
- Maniaks - programma su manga ed anime (anni 90 - 2000)
- Fox Kids/K-2
- Tg Dire Giovani
- Super Tube - in collaborazione con YouTube.
- Mr. Bean